# 圣阿尼昂勒马莱尔布
圣阿尼昂-勒马莱尔布（法語：Saint-Agnan-le-Malherbe，法語發音：[sɛ̃.t‿aɲɑ̃ lə malɛʁb] ⓘ）是法国卡尔瓦多斯省的一个旧市镇，属于卡昂区。2016年，圣阿尼昂-勒马莱尔布与市镇阿容河畔巴讷维尔合并为新市镇阿容河畔马莱尔布。

## 地理
圣阿尼昂-勒马莱尔布（49°2'29"N, 0°34'57"W）面积6.14 平方千米，位于法国诺曼底大区卡爾瓦多斯省，该省份为法国西北部沿海省份，北濒大西洋英吉利海峡，东北与滨海塞纳省以海上边界相接，东临厄尔省，南至奧恩省，西与芒什省接壤。
与圣阿尼昂-勒马莱尔布接壤的市镇（或旧市镇、城区）包括：奥东河畔欧奈、阿容河畔巴讷维尔、博凯、库尔沃东、阿容河畔迈松塞勒、勒梅尼勒欧格兰、阿容河畔马莱尔布。
圣阿尼昂-勒马莱尔布的时区为UTC+01:00、UTC+02:00（夏令时）。

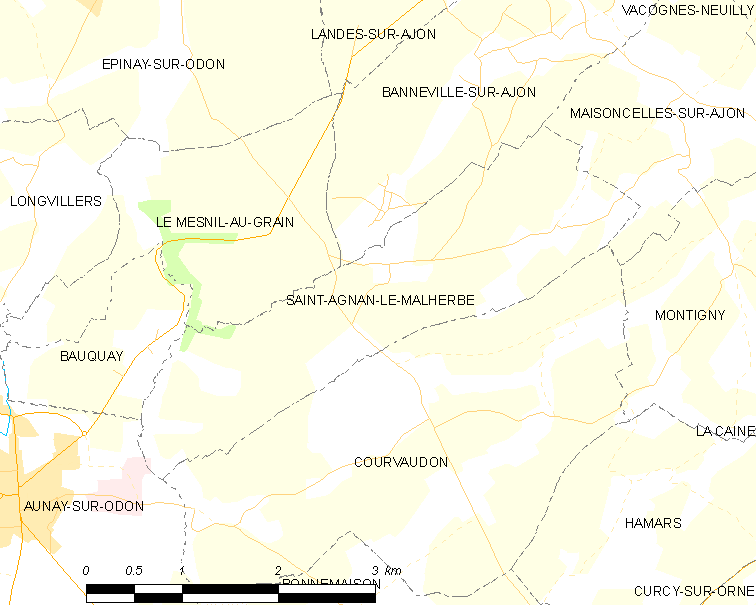
圣阿尼昂-勒马莱尔布的OSM定位图

## 行政
圣阿尼昂-勒马莱尔布的邮政编码为14260，INSEE市镇编码为14553。

## 政治
圣阿尼昂-勒马莱尔布所属的省级选区为莱蒙多奈县。

## 人口

1962-2008年间圣阿尼昂-勒马莱尔布人口变化图示

圣阿尼昂-勒马莱尔布于2018年1月1日时的人口数量为124人。